# Схема преобразования
Схемой преобразования [множеств] (Axiom schema of replacement) называется следующее высказывание теории множеств:
- {\displaystyle \forall x\exists ^{\{1\}}y\ (\phi [x,y])\to \forall a\exists d\forall c\ (c\in d\leftrightarrow \exists b\ (b\in a\ \land \ \phi [b,c])\ )}, где {\displaystyle \forall x\exists ^{\{1\}}y\ (\phi [x,y])\Leftrightarrow \forall x\exists !y\ (\phi [x,y])\Leftrightarrow \forall x\exists y\forall y'(\phi [x,y]\leftrightarrow y=y')}

Схему преобразования можно сформулировать словесно: "Любое множество можно преобразовать в [то же самое или другое] множество {\displaystyle d}, высказав функциональное суждение {\displaystyle \phi } обо всех элементах {\displaystyle b} данного множества {\displaystyle a}."
Пример
В следующем примере функциональное суждение {\displaystyle y=x} преобразует каждое множество {\displaystyle a} в самого себя.
{\displaystyle \phi [x,y]\leftrightarrow y=x\quad \Rightarrow \quad \forall a\exists d\forall c\ (c\in d\leftrightarrow \exists b\ (b\in a\ \land \ c=b))\quad \Leftrightarrow \quad \forall a\exists d\forall c\ (c\in d\leftrightarrow c\in a)}

## Другие формулировки схемы преобразования
Схему преобразования записывают также в следующем виде:
- {\displaystyle \forall a\ (\ \forall b\ (b\in a\to \exists ^{\{1\}}y\ (\phi [b,y])\ )\quad \to \quad \exists d\forall c\ (c\in d\leftrightarrow \exists b\ (b\in a\ \land \ \phi [b,c])\ ))}

Примеры
1. В следующем примере функциональное суждение {\displaystyle y=2b'} преобразует множество натуральных чисел {\displaystyle \mathbb {N} } в множество чётных чисел {\displaystyle \{0,2,4,...\}}.
{\displaystyle {\begin{aligned}a=\mathbb {N} \ \land \ (\phi [b',y]\leftrightarrow y=2b')\quad \Rightarrow \quad \exists d\forall c\ (c\in d\leftrightarrow \exists b\ (b\in \mathbb {N} \ \land \ c=2b))\\\ \Leftrightarrow \exists d\forall c\ (c\in d\leftrightarrow c\in \{0,2,4,...\})\end{aligned}}}
2. В следующем примере функциональное суждение {\displaystyle (b'=0\to y=a_{1})\ \land \ (b'\neq 0\to y=a_{2})} преобразует множество вещественных чисел {\displaystyle \mathbb {R} } в [неупорядоченную] пару {\displaystyle \{a_{1},\ a_{2}\}}.
{\displaystyle {\begin{aligned}a=\mathbb {R} \quad \land \quad (\phi [b',y]\leftrightarrow (b'=0\to y=a_{1})\ \land \ (b'\neq 0\to y=a_{2}))\quad \Rightarrow \\\ \exists d\forall c\ (c\in d\leftrightarrow \exists b\ (b\in \mathbb {R} \ \land \ (b=0\to c=a_{1})\land (b\neq 0\to c=a_{2})\ ))\\\ \Leftrightarrow \exists d\forall c\ (c\in d\leftrightarrow c=a_{1}\ \lor \ c=a_{2})\end{aligned}}}
3. В следующем примере функциональное суждение {\displaystyle (0\leq b'\leq 1\to y=b')\ \land \ (\neg (0\leq b'\leq 1)\to y=1)} преобразует множество целых чисел {\displaystyle \mathbb {Z} } в подмножество натуральных чисел {\displaystyle \{n:\ n\in \mathbb {N} \ \land \ n<2\}}.
{\displaystyle {\begin{aligned}a=\mathbb {Z} \quad \land \quad (\phi [b',y]\leftrightarrow (0\leq b'\leq 1\to y=b')\land (\neg (0\leq b'\leq 1)\to y=1))\quad \Rightarrow \\\ \exists d\forall c\ (c\in d\leftrightarrow \exists b\ (b\in \mathbb {Z} \land (0\leq b\leq 1\to c=b)\land (b<0\lor b>1\to c=1)))\\\ \Leftrightarrow \exists d\forall c\ (c\in d\leftrightarrow c\in \{n:\ n\in \mathbb {N} \ \land \ n<2\}\ )\end{aligned}}}
Схему преобразования записывают также в следующем виде:
- {\displaystyle \forall a\ (\ \forall b\ (b\in a\to \exists ^{\{0,1\}}y\ (\phi [b,y]))\quad \to \quad \exists d\forall c\ (c\in d\leftrightarrow \exists b\ (b\in a\ \land \ \phi [b,c])\ ))}, где {\displaystyle \exists ^{\{0,1\}}y\ (\phi [b,y])\Leftrightarrow \forall y\forall y'\ (\phi [b,y]\ \land \ \phi [b,y']\to y=y')}

 Фон Нейман доказал, что данная аксиома следует из аксиомы ограничения размера. Аксиома схемы преобразований может быть выражена как: если F является функцией, а A является множеством, то F(A) - это множество.

## Историческая справка
Схема преобразования не вошла в совокупность аксиом теории множеств, сформулированных немецким математиком Эрнстом Цермело в 1908 году.
Схема преобразования предложена Адольфом Френкелем в 1922 году, чуть позднее и независимо от него схема была предложена норвежским математиком Туральфом Скулемом.